# Мстислав Владимирович Великий
Мстисла́в Влади́мирович Вели́кий (в крещении Феодор; сер. февраля 1076 — 15 апреля 1132), в Западной Европе был известен как Гаральд, наречён в честь деда — Гарольда II Годвинсона, последнего англосаксонского короля. Великий князь Киевский (1125—1132), старший сын древнерусского князя Владимира Мономаха и английской принцессы Гиты Уэссекской.
Святой Русской православной церкви, благоверный; память: 15 апреля по юлианскому календарю — содержится только в Прологах; в Соборе Новгородских святых.

## Биография

### Княжение в Новгороде и Ростове. Борьба со Святославичами

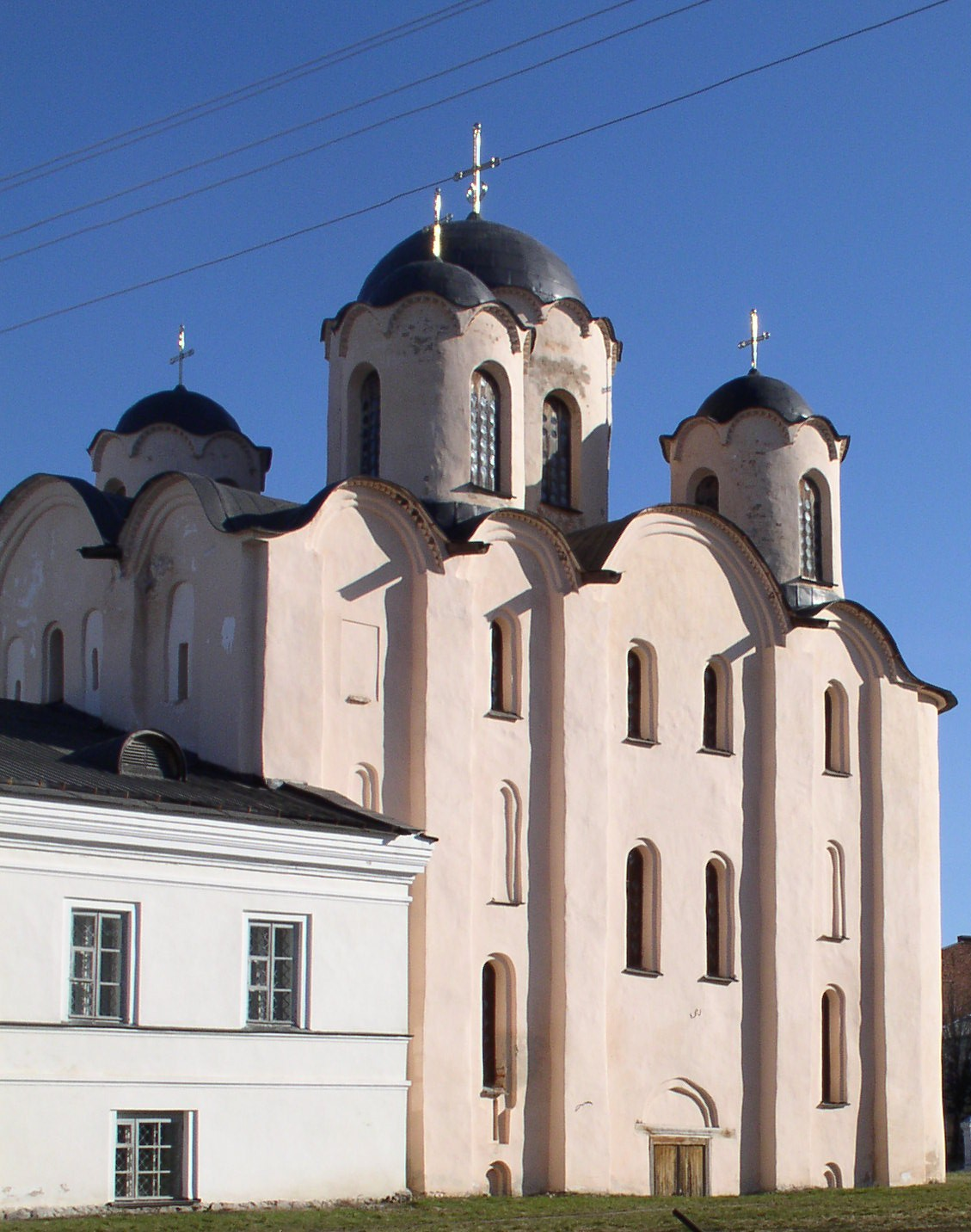
Николо-Дворищенский собор на Ярославовом дворище в Великом Новгороде, заложенный Мстиславом

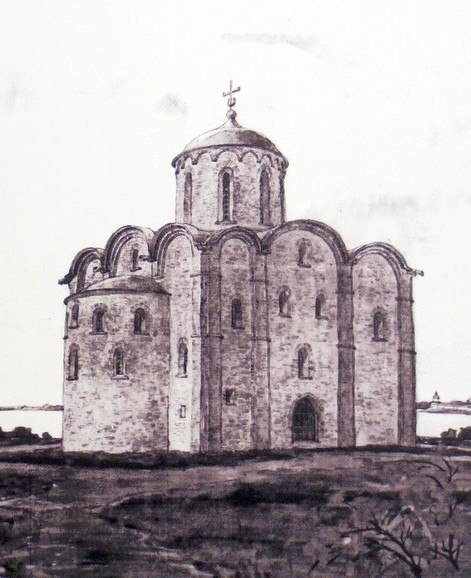
Церковь Благовещения на Городище. Реконструкция облика в XIV веке

После гибели Ярополка Изяславича (1086) его брат Святополк нарушил данное новгородцам обещание пожизненного княжения в Новгороде и перешёл в Туров, а его место в Новгороде занял внук Всеволода Ярославича киевского Мстислав, давший новгородцам аналогичное обещание.

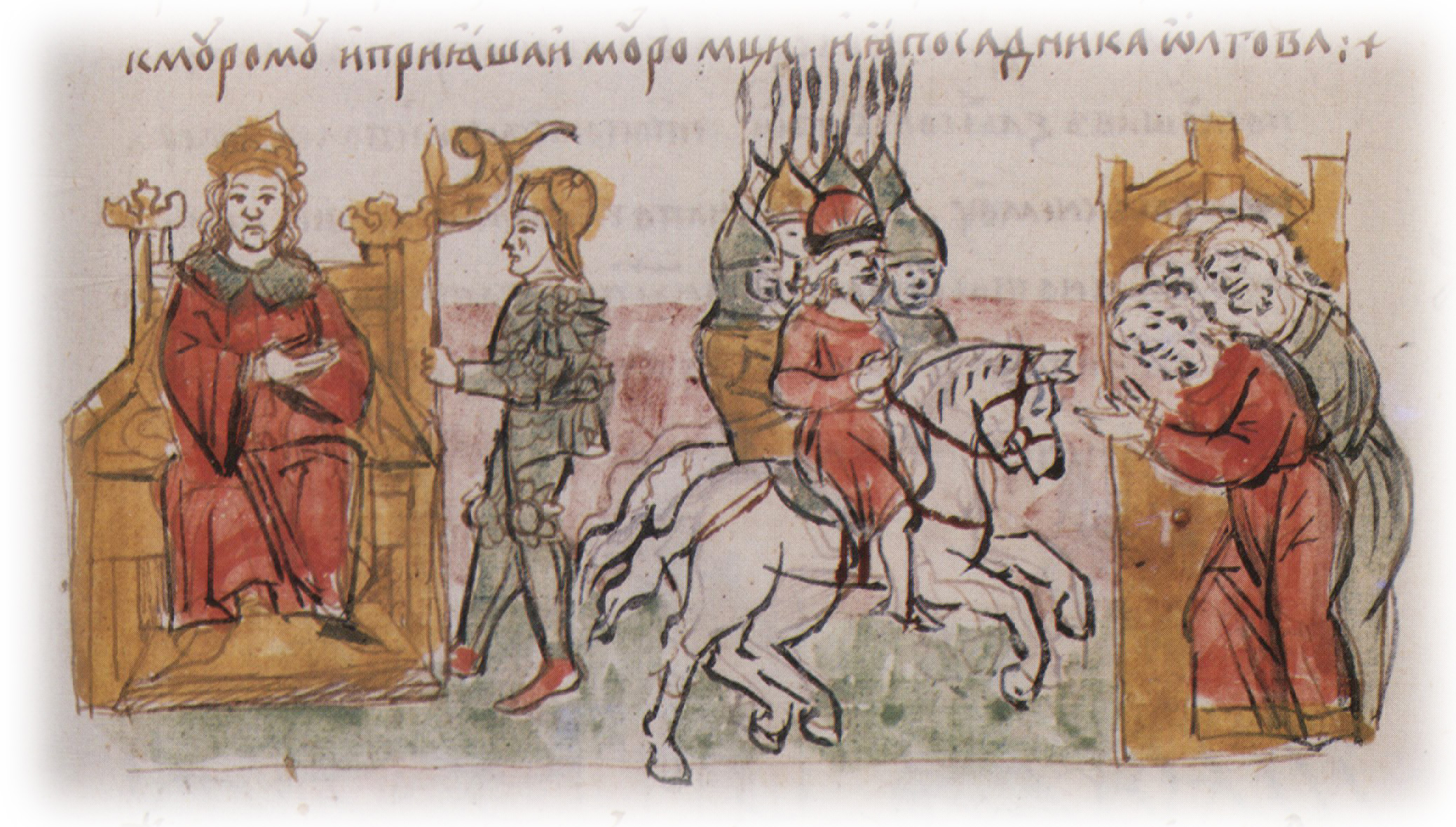
Вокняжение Мстислава I Великого в Новгороде; встреча Изяслава Владимировича Курского в Муроме

В 1094 году Святославичи, воспользовавшись временным ослаблением Святополка киевского и Владимира Мономаха, бывшего тогда черниговским князем, предъявили свои претензии на Чернигов, Смоленск, Новгород. В 1094—1095 годах Давыд Святославич стал новгородским князем (а Мстислав ростовским), но после ухода в Смоленск затем не был принят новгородцами обратно. В 1096 году Мстислав с новгородцами был основной силой в борьбе против Олега Святославича (своего крёстного отца), изгнанного с юга, за Ростов, Муром и Рязань. Получив с юга от отца вспомогательное русско-половецкое войско во главе с братом Вячеславом, он разбил Олега на реке Колокше.
В «Похвальном слове Святому Пантелеимону» немецкого церковного деятеля первой трети XII века Руперта сообщается, что, по-видимому, примерно в этот период Мстислав чуть не погиб на охоте. Медведь распорол ему живот, так что внутренности вывалились наружу. Когда Мстислава привезли домой, его мать Гита принялась молиться за него Святому Пантелеимону. В эту ночь Мстислав увидел во сне юношу, который пообещал его исцелить. Наутро этот юноша, очень похожий на Святого Пантелеимона, наяву пришёл к больному со снадобьями и вылечил его. Известно, что второй сын Мстислава Изяслав имел крестильное имя Пантелеймон, кроме того, Мстислав основал около Новгорода монастырь в честь этого святого.
В 1102 году, когда киевский князь Святополк Изяславич захотел заменить Мстислава в Новгороде своим сыном, новгородцы ответили ему: если у твоего сына две головы, присылай его к нам.
Мстислав способствовал укреплению (в 1116 году произошло расширение новгородского Детинца) и украшению (по его указанию в 1103 году была заложена церковь Благовещения на Городище — в честь рождения его первенца Всеволода, и в 1113 году — Николо-Дворищенский собор) города.

### Княжение в Белгороде
В 1117 году Мстислав был переведён отцом в Белгород, тем самым нарушив данное новгородцам обещание, и в 1118 году новгородские бояре были вызваны в Киев, где их привели к присяге. Перевод Мстислава на юг вызвал недовольство Ярослава Святополчича, с 1112 года женатого на дочери Мстислава, и он вскоре был изгнан с Волыни. Летопись обвиняет его не столько в том, что он пошёл против своего дяди Мономаха, сколько в том, что он пошёл против своего тестя Мстислава. Место Мстислава в Новгороде занял его старший сын Всеволод.

### Великое княжение

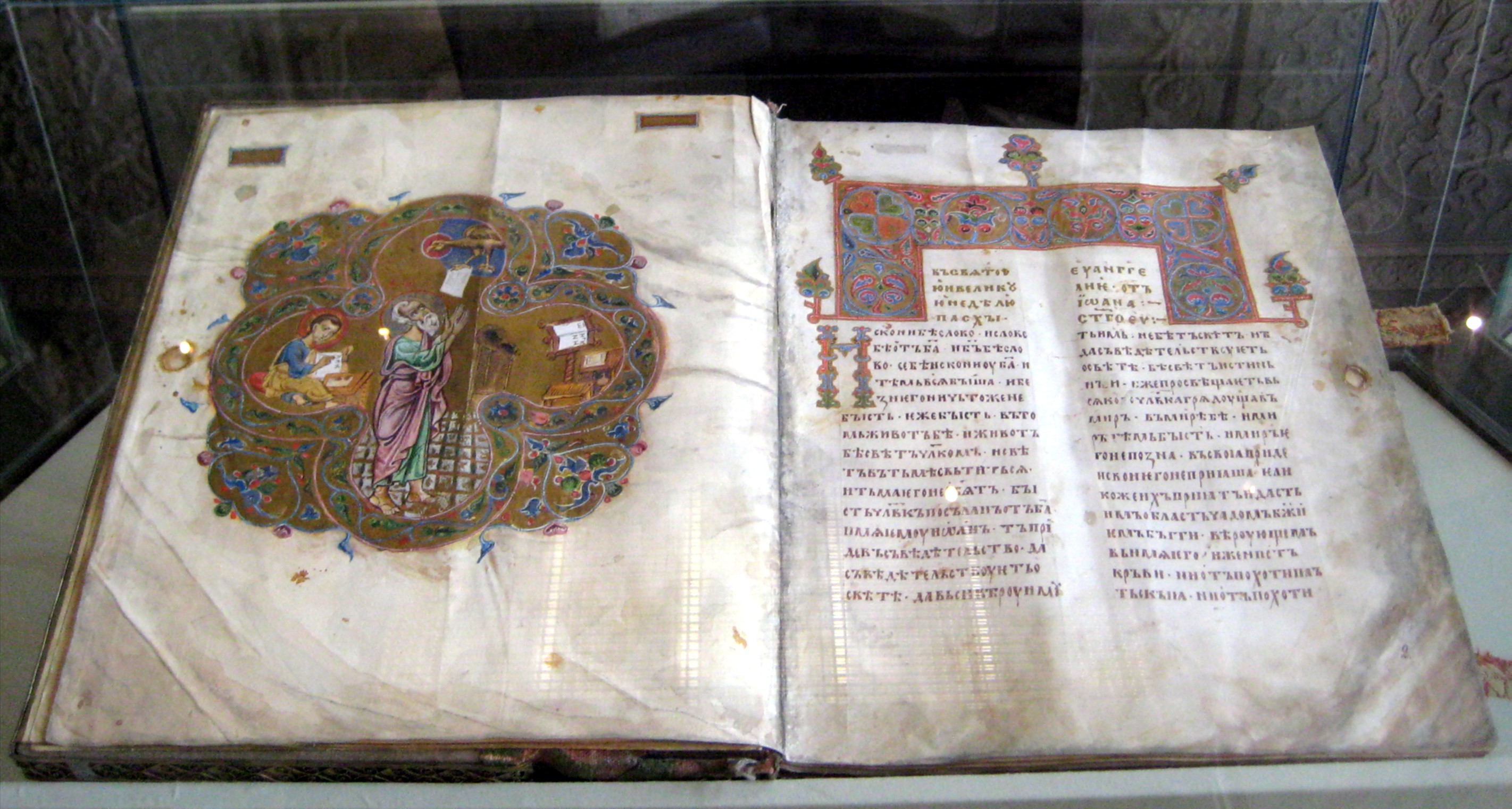
«Мстиславово Евангелие», заказанное князем у новгородского писца Алексы Лазаревича

После смерти в 1125 году Владимира Мономаха Мстислав унаследовал великое княжение, что не вызвало недовольства и борьбы со стороны черниговских Святославичей, как и при вокняжении Мономаха в 1113 году. И хотя старшинство Мстислава безоговорочно признавали все его братья, из княжеских центров под его непосредственным контролем первоначально был только Киев.
При известии о смерти Владимира Мономаха половцы пришли на торков, но Ярополк с переяславцами разбил их. Приводимое Ипатьевской летописью «Сказание о траве Емшан», имеющее параллели с историческими событиями, рассказывает о возвращении с Кавказа одной из двух половецких орд сыновей Шарукана сразу после смерти Владимира Мономаха.
В 1125—1126 годах Мстислав вместе с Васильковичами теребовльскими поддерживал Ростислава перемышльского против его брата, с помощью венгров пытавшегося завладеть Перемышлем, а затем оборонявшегося в Звенигороде.
Первая возможность расширения владений открылась перед Мстиславом из-за борьбы за власть в Чернигове. Женатый на его дочери новгород-северский князь Всеволод Ольгович выгнал из Чернигова своего дядю Ярослава Святославича в 1127 году и призвал на помощь половцев. Мстислав же, хотя и выступил с Ярополком против Всеволода в соответствии со своим крестным целованием Ярославу, не восстановил статус-кво. Курск с Посемьем отошёл Мстиславу (там он посадил сына Изяслава), а Муром с Рязанью обособился от Чернигова под властью Ярослава и его потомков.
В том же году после смерти Святополчичей Вячеслав Владимирович перешёл из Смоленска в Туров, а в Смоленске сел сын Мстислава Ростислав, впоследствии основавший местную династию.
В том же году Мстислав совершил первый поход на Полоцкое княжество: были взяты и разграблены города Стрежев, Лагожск, Изяславль, а в Полоцке князь Давыд Всеславич заменён братом Рогволодом. В 1128 г. Рогволод умер, и в Полоцке снова сел отказавшийся от мирных отношений Давыд. Во время нового похода в 1129 году Мстислав взял в плен трёх оставшихся Всеславичей (Давыда, Святослава и Ростислава) и всех их родных, а Полоцкое княжество присоединил: сюда был переведён на княжение Изяслав Мстиславич. В Полоцкой земле остался только второстепенный князь Василько Святославич (в Изяславле). Тогда же в 1129 году Мстислав выслал пленных полоцких князей в Константинополь.
Не всегда удачными были второстепенные кампании в Прибалтике: в 1130 г. чудь была обложена данью, однако новый поход 1131 г. закончился поражением у Юрьева. Удачен был поход на Литву (1132 г.), но на обратном пути киевляне были разбиты.
В 1128/1129 г. Мстислав основал церковь и монастырь св. Федора в Киеве.
15 апреля Мстислав умер в Киеве, передав престол своему брату Ярополку. По договорённости Мстислава с Ярополком, тот должен был отдать Переяславль Всеволоду Мстиславичу. Этот план не только не удалось реализовать из-за сопротивления младших Владимировичей, но и из-за перемещений Всеволода и Изяслава были потеряны Новгород и Полоцк, а конфликт между Владимировичами и Мстиславичами был использован Ольговичами не только для возвращения Посемья, но и для включения в борьбу за киевский престол. Распад Древнерусского государства на самостоятельные княжества наиболее часто датируется годом смерти Мстислава Великого.
Мстислав был похоронен в основанной им киевской церкви св. Фёдора.

Владения Мстислава (красный), его братьев (розовый), Святославичей (сиреневый) и изгоев (зелёный)
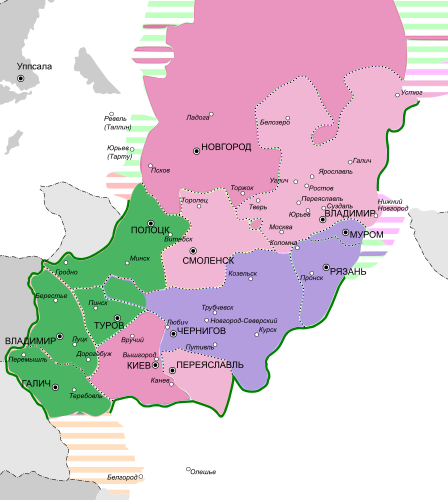
1125 год
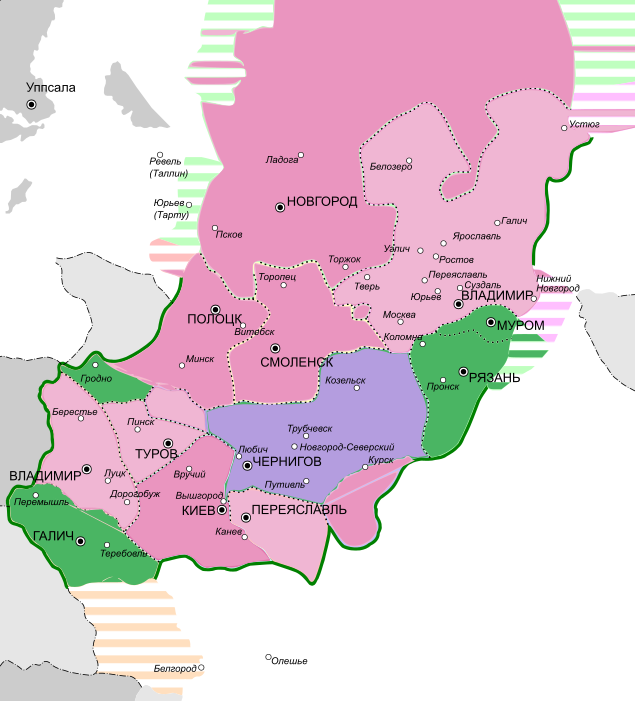
1132 год

## Новые данные о Мстиславе Великом в свете археологии
Во время археологических раскопок 1947 года в Мартирьевской паперти Софийского собора в Новгороде была обнаружена фреска светского содержания с возможным изображением князя Мстислава и его дружины на фоне деревянных построек. На фрагменте изображён «бородатый мужчина в княжеской конусообразной шапке» без нимба.
В Московской области на территории Могутовского археологического комплекса обнаружена одна из печатей Мстислава Владимировича. Несколько печатей Мстислава Владимировича найдены на территории Украины, одна — в Югре на берегу реки Ляпин.

## Прозвище «Великий»
В древнерусской летописной традиции никакого прозвища за Мстиславом Владимировичем закреплено не было. Один лишь раз летописец, сравнивая Мстислава с его отцом — Владимиром Мономахом, именует их обоих «великими». В поздних летописях Мстислав иногда именуется «Манамаховым», но и только. Традиция именования Мстислава «Великим» как личным прозвищем заложена В. Н. Татищевым, который писал в своей Истории: «Он был великий правосудец, в воинстве храбр и доброразпорядочен, всем соседем его был страшен, к подданым милостив и разсмотрителен. Во время его все князи руские жили в совершенной тишине и не смел един другаго обидеть».
При этом первый вариант татищевского труда, написанный на «древнем наречии», и являющийся, по сути, сводом имевшихся у историка летописных материалов, никаких упоминаний о прозвище не содержит. Предположительно, Татищев ввел именование «Великий» при подготовке «Истории» для широкого круга читающей публики, стремясь сделать повествование более ярким.

## Семья и дети
В дошедших до нас русских источниках сохранилось личное имя только одной из всех дочерей князя — Рогнеды; прочие именуются лишь по отчеству. Все остальные женские имена — либо известны по западным сообщениям, либо измышления поздних историографов.
В 1090—1095 гг. Мстислав женился на своей четвероюродной сестре, дочери шведского короля Инге I принцессе Христине, которая родила ему много детей:
- Всеволод Мстиславич — князь новгородский (1117—1136);
- Мальмфрида Мстиславна — вышла замуж между 1111—1115 г. за Сигурда I Норвежского, затем Эрика II Датского;
- Изяслав Мстиславич — князь курский, князь Волынский, великий князь Киевский (1146—1149, 1150, 1151—1154);
- Ингеборга Киевская — вышла замуж между 1115 и 1117 г. за датского князя Кнуда Лаварда;
- Евпраксия Мстиславна (Добродея) — вышла замуж за Алексея Комнина, сына византийского императора Иоанна II Комнина;
- Ростислав Мстиславич — князь смоленский, великий князь Киевский;
- Мария Мстиславна — вышла замуж за Всеволода Ольговича новгород-северского;
- Святополк Мстиславич — князь полоцкий, псковский, берестейский, новгородский, луцкий и владимиро-волынский;
- Рогнеда Мстиславна, вышла замуж в 1112 г. за Ярослава Святополчича, князя волынского;
- Ксения Мстиславна, вышла замуж за Брячислава Давыдовича, князя изяславского.

Христина умерла 18 января 1122.
В 1122/1123 году Мстислав женился повторно:
В лѣто 6630
Преставися Мьстиславляя Христина.
В том же лѣтѣ оженися Мьстиславъ в Киевѣ, поя Дмитриевну в Новѣгородѣ Завидовица
Его женой стала Любава Дмитриевна — дочь новгородского посадника Дмитрия Завидича.
Дети от второго брака:
- Владимир Мстиславич;
- Ефросинья Мстиславна, вышла замуж за короля Венгрии Гезу II;
- Ярополк Мстиславич — князь поросский (упом. 1149).

По предположению Бржезинского, дочерью Мстислава от второго брака могла быть Дюрансия (ум. после 13 декабря 1160), жена оломоуцкого князя Оты III Детлеба, который провёл молодые годы в Киевской Руси.